# Masao Kiba
Masao Kiba (jap. 木場 昌雄, Kiba Masao; * 6. September 1974 in Minamiawaji) ist ein ehemaliger japanischer Fußballspieler.

## Karriere
Kiba ging zunächst auf die Mihara-Mittelschule und 2. Takigawa-Oberschule wo er jeweils in den Schulmannschaften aktiv war. 1993 wechselte er zu Gamba Osaka. Im ersten Jahr hatte er noch keinen Einsatz in der 1. Mannschaft zu verzeichnen. In seiner zweiten Profisaison kam er zu vier Einsätzen und gab dabei am 18. Mai 1994 gegen Bellmare Hiratsuka sein Ligadebüt. Das einzige Ligator seiner Profikarriere in Japan, gelang ihm 1996 gegen Cerezo Osaka. In seiner Zeit bei Gamba Osaka, von 1993 bis 2004, konnte er keinen Titel mit seinem Verein gewinnen. Insgesamt lief er 283-mal für den Klub auf. Davon 223-mal in der Liga. 2005 wechselte er zum Ligakonkurrenten Avispa Fukuoka, blieb aber ohne Einsatz und wechselte im folgenden Jahr als Spielertrainer zu einem Amateurklub. 2008 wechselte er überraschend im Alter von 34 Jahren nach Thailand zum FC Customs Department. Zum Ende der Thai Premier League Division 1 Saison 2010 gab das Ende seiner aktiven Laufbahn bekannt.